# Geschichte Hongkongs
Die Geschichte Hongkongs (chinesisch 香港歷史 / 香港历史, Pinyin Xiānggǎng Lìshǐ, Jyutping Hoeng1gong2 Lik6di6) umfasst die Entwicklungen auf dem Gebiet der Sonderverwaltungszone Hongkong der Volksrepublik China von der Urgeschichte bis zur Gegenwart.

## Prähistorische Zeit

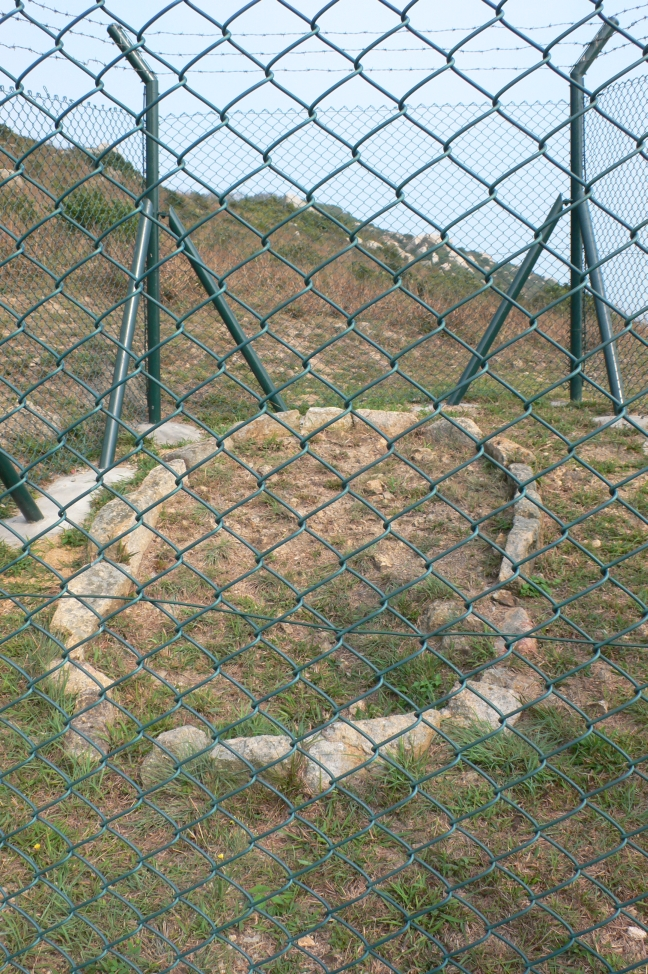
Steinkreis der Altsteinzeit–Bronzezeit, Fan Lau – Süd-Lantau 2007

Nach archäologischen Forschungen, die in den 1920er Jahren begannen, leben seit ungefähr 5.000 Jahren Menschen in dieser Region. Ausgrabungen brachten neolithische Artefakte zu Tage, die auf den Einfluss nordchinesischer Steinzeit-Kulturen hinweisen, zum Beispiel die Kultur der Longshan. So hat man auf Lantau und Lamma Island Werkzeuge und Waffen aus Bronze gefunden. Steingravuren, die an acht verschiedenen Orten in ganz Hongkong gefunden wurden, werden auf die Bronzezeit (Shang-Dynastie) datiert. Andere Artefakte, die aus dem 6. bis 3. Jahrhundert v. Chr. (Zeit der streitenden Reiche) stammen dürften, beweisen, dass die Einwohner der Region kulturell mit den Bewohnern des benachbarten Guangdong verwandt waren.

## Chinesisches Kaiserreich
Während des 2. Jahrhunderts (Han-Dynastie) wurde das Gebiet des heutigen Hongkong von Han-Chinesen besiedelt, was durch die Ausgrabung einer antiken Begräbnisstätte bei Lei Cheung Uk in Kowloon zu Tage kam. Während der Tang-Dynastie war die Region um Guangzhou ein bedeutendes Handelszentrum und die Region von Hongkong und dem heutigen Shenzhen diente als Hafen, die Salzgewinnung und Perlenzucht erlebte eine erste Blüte. Trotzdem blieb die Besiedelung zunächst sehr dünn. Die erste starke Migration aus dem nördlichen China setzte während der Song-Dynastie zwischen 970 und 1279 ein, was wiederum Ausgrabungen belegen, bei denen Münzen und Werkzeuge aus der Song-Zeit gefunden wurden.
Nach der Eroberung Chinas durch die Mongolen flohen die Song-Herrscher in die Region des heutigen Kowloon. Im Jahre 1276 kapitulierten die Song, während zwei minderjährige Song-Prinzen mit ihrem Hof bis zum Jahre 1279 überdauerten. In der Schlacht von Yamen vernichteten die Mongolen die letzten Reste der Song-Armee, wonach sich ein hoher Beamter des Hofes mit den beiden Prinzen ins Meer gestürzt haben soll. Nachdem die Yuan-Dynastie auch über Hongkong die Macht übernommen hatte, verstärkte sich die Einwanderung aus Richtung Norden noch einmal, nach wie vor blieb die Region jedoch relativ abgeschottet und lebte vom Fischfang und der Perlenzucht.

## Handelsbeziehungen mit Portugal
Im Jahre 1517 landete der portugiesische Händler Fernão Pires de Andrade an der südchinesischen Küste, um mit Händlern aus Guangzhou zu verhandeln. Aus damaligen Aufzeichnungen geht hervor, dass die Flotte der Portugiesen auf einer Tuen-Mun-Insel an Land ging und einige Einheimische tötete, wobei dieses Tuen Mun im heutigen Hongkong liegen dürfte. Dass aus der ursprünglich rein landwirtschaftlichen Besiedelung mittlerweile nennenswerte Dörfer entstanden waren, belegen Karten aus jener Zeit, in denen einige größere Siedlungen im Territorium eingezeichnet sind.
Nach dem Fall der Ming-Dynastie und der Vernichtung der Exil-Ming auf Taiwan unter Koxinga fiel die Region des heutigen Hongkong an den Bezirk Xin’an (新安縣,  Xīn’ān xiàn). Kaiser Kangxi ließ Befestigungsanlagen und Militärlager einrichten, um die Küste besser verteidigen zu können.

## Britische Kronkolonie

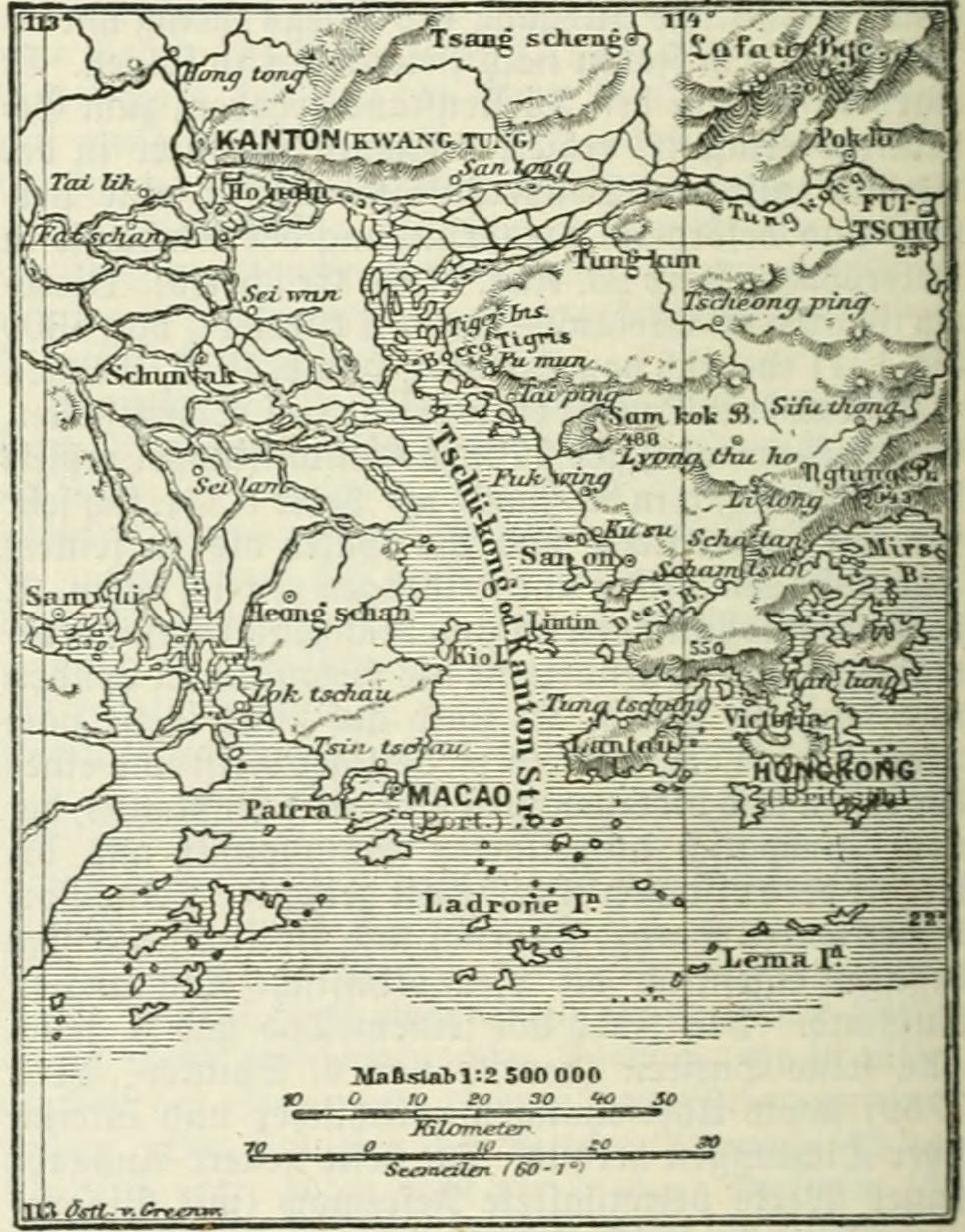
Historische Karte (um 1888)

Britische Kolonialflagge Hongkongs von 1959 bis 30. Juni 1997

Nachdem die Portugiesen im benachbarten Macau bereits einen Handelsposten eingerichtet hatten, gelangte 1699 die britische Ostindien-Kompanie (British East India Company) zum ersten Mal nach China. Der Handel in Hongkong, überwiegend mit den britischen Kaufleuten (merchants), wuchs von da an enorm und im Jahr 1711 wurde ein fester Handelsstützpunkt in Guangzhou gegründet.
Waren aus China waren in Europa sehr gefragt, wohingegen die Briten nur wenige Güter fanden, die man den Chinesen verkaufen konnte. So begannen die Briten, Opium nach China einzuführen. Als die kaiserliche Regierung versuchte, den Opiumhandel zu unterbinden, kam es zum ersten Opiumkrieg, der mit einer Niederlage der Chinesen endete und zur Besetzung Hongkongs durch die Briten am 20. Januar 1841 führte. Erster Gouverneur wurde Henry Pottinger. Ein Jahr später wurde die Insel Hongkong mit dem Vertrag von Nanking offiziell von China an die Besatzer abgetreten. Am 26. Juni 1843 wurden in Hongkong die Ratifikationsurkunden über den Vertrag von Nanking ausgetauscht und bei dieser Gelegenheit die britische Kronkolonie proklamiert. 1860 folgte die Abtretung Kowloons und am 9. Juni 1898 wurde das Gebiet nördlich Kowloons bis zum Shenzhen-Fluss (die New Territories) sowie weitere 235 Inseln auf 99 Jahre gepachtet, um die Versorgung der Kronkolonie mit Wasser und Nahrungsmitteln zu gewährleisten und um das Gebiet militärisch abzusichern.
Durch die Handelsliberalisierungen, die nach den Opiumkriegen durchgesetzt worden waren, entwickelte sich Hongkong zu einer wichtigen Freihandelszone in Ostasien, nicht nur für die Briten, sondern auch für amerikanische Händler. Die rasante Entwicklung erlitt durch den Ausbruch der Beulenpest in Südchina in den 1890er Jahren einen herben Rückschlag.

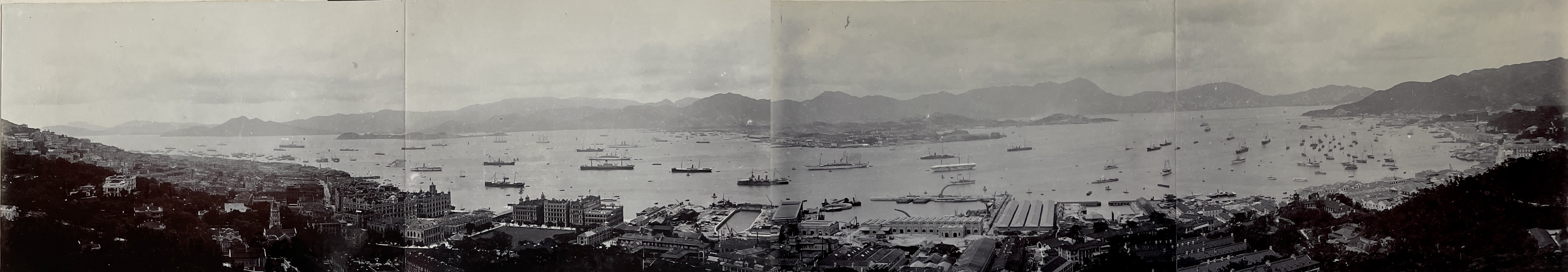
Hongkong Harbour – Historisches Panorama von 1909

Hongkong wurde zum Zufluchtsort für ehemalige Taiping-Monarchisten (nach Gründung der Republik 1912) und Kommunisten (nach Chiang Kai-sheks Verfolgung 1927). Die Bevölkerungszahl stieg 1851–1931 von 33.000 auf 879.000 Einwohner, davon 95 % Chinesen.
Die Kolonie blieb trotzdem bis 1949 im Schatten des größeren Shanghai, wo 1921 die Kommunistische Partei gegründet wurde und 1925 große Streikbewegungen stattfanden. Aber auch der wirtschaftliche Aufstieg Hongkongs wurde nach 1919 wiederholt durch Streiks und revolutionäre nationalistische Bestrebungen unter den Arbeitern und Seeleuten gestört. Die berühmteste Arbeitsniederlegung dauerte vom 19. Juni 1925 bis 10. Oktober 1926.
Siehe auch: Liste der Gouverneure von Hongkong

## Zweiter Weltkrieg und chinesische Revolution

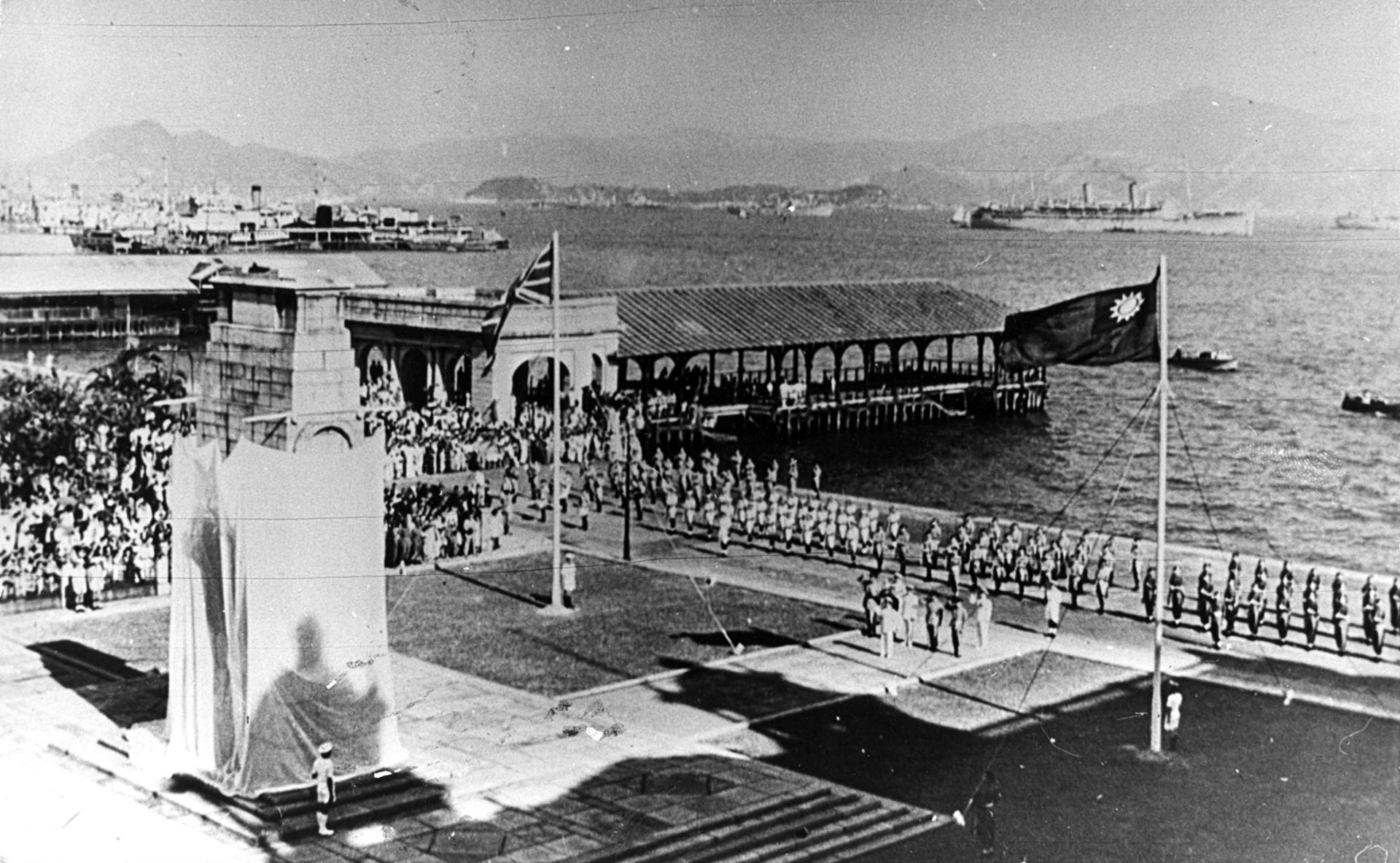
Die Befreiung nach der japanischen Besetzung Hongkongs wurde am Kenotaph in Viktoria mit dem Hissen des Union Jacks und der Flagge der Republik China zelebriert

Unmittelbar nach dem Ausbruch des Zweiten Weltkrieges in Ostasien, dem Tag nach dem Angriff auf Pearl Harbor, wurde Hongkong von der japanischen Armee unter Takashi Sakai angegriffen. Die Verteidiger, darunter neben Briten auch Kanadier, Inder und Kantonesen, waren in der Unterzahl und konnten das Territorium nicht sehr lange halten; am 25. Dezember 1941, nach zweieinhalb Wochen Kampf, mussten sich die Briten unter Gouverneur Mark Aitchison Young den Japanern ergeben. Neuer Gouverneur während der fast vierjährigen Japanischen Besetzung Hongkongs wurde der General Isogai Rensuke.
Am Ende des Zweiten Weltkrieges war Hongkong ein Trümmerhaufen und ein Armenhaus, danach wütete in China bis 1949 der Bürgerkrieg. Am 1. Oktober 1949 riefen die siegreichen Kommunisten die Volksrepublik China aus. Hunderttausende Konterrevolutionäre flohen daraufhin aus China nach Hongkong, viele ausländische Firmen verlegten ihre Vertretungen von Shanghai nach Hongkong.

## Schwierige Beziehungen

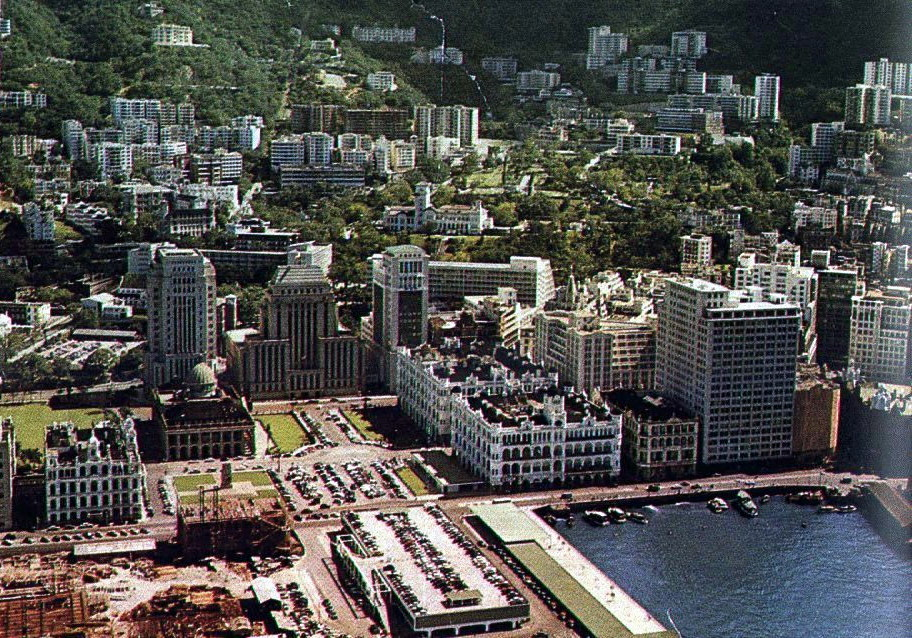
Central District, 1955

Zu Beginn der 1950er Jahre kam die Kronkolonie jedoch zuerst in eine weitere Wirtschaftskrise, denn ein Wirtschaftsembargo gegen die gerade gegründete Volksrepublik machte die Brückenkopffunktion zunächst überflüssig. Nach der Aufhebung des Embargos erlebte Hongkong dank der liberalen Wirtschaftspolitik einen Boom und wurde zu einem Industriezentrum auf kleinstem Raum. Die Einwanderer stellten teils fähige und gebildete Unternehmer, teils billige Arbeitskräfte, was die Wirtschaft Hongkongs zu einer der effizientesten der Welt machte.
Nach dem Beginn der Kulturrevolution (1966–1976) brachen gewaltsame soziale Konflikte aus, wobei die Protestbewegung einerseits für die Rechte der Arbeiter kämpfte, andererseits von kommunistischen Idealen geprägt war. Die Bewegung wurde gewaltsam unterdrückt.
Nach dem Tod Mao Zedongs (1983) begann dessen Nachfolger Deng Xiaoping die wirtschaftliche Öffnung Chinas gegenüber dem Ausland. Eine der Schlüsselmaßnahmen war die Schaffung von Sonderwirtschaftszonen. Für Hongkong spielte dabei das sich nördlich anschließende Shenzhen eine wichtige Rolle. Shenzhen wurde schon im Mai 1980 zur Sonderwirtschaftszone erklärt. Seitdem sind deshalb fast alle Produktionsbetriebe aus Hongkong nach China abgewandert. Die Hongkonger Wirtschaft musste sich deshalb neu orientieren und Hongkong wurde zu einem Handels- und Dienstleistungszentrum.

## Verhandlungen zur Wiedereingliederung
Während des Zweiten Weltkriegs gab es bereits Gespräche zwischen der Republik China und Großbritannien über eine vorzeitige Rückgabe der New Territories, dies sollte aber erst nach Kriegsende entschieden werden. Mit dem Bürgerkrieg in China nach der Niederlage der Japaner und dem Sieg der Kommunisten 1949 wurde das Vorhaben von britischer Seite aufgegeben und stattdessen Hongkong auch militärisch verstärkt.
Im Jahre 1982 begannen Gespräche zwischen den Premierministern des Vereinigten Königreichs und der Volksrepublik China über die Zukunft des Territoriums. Die britische Seite unter Margaret Thatcher hatte ursprünglich gehofft, dass die Politik der Öffnung in China dazu führen könnte, dass China die britische Herrschaft über das Gebiet akzeptiert. Das Gegenteil war der Fall, China verlangte nicht nur die Rückgabe des für 99 Jahre gepachteten Gebietes (New Kowloon, New Territories und Stonecutters Island), sondern auch die Rückgabe der im Vertrag von Nanking abgetretenen Territorien, da es den Vertrag als unfair ablehnte. Dieser Standpunkt war schon zehn Jahre zuvor durch eine Resolution der Generalversammlung der Vereinten Nationen bestätigt worden.
Deng Xiaoping, der mächtigste Mann der Volksrepublik China zu dieser Zeit, hatte jedoch erkannt, dass eine Eingliederung Hongkongs in die Volksrepublik nicht so einfach möglich und vor allem nicht im Interesse Chinas war und entwickelte deshalb eine Doktrin, die als Ein Land, zwei Systeme bekannt ist. Diese Doktrin öffnete den Weg zur chinesisch-britischen gemeinsamen Erklärung zu Hongkong, die am 19. Dezember 1984 zwischen der Volksrepublik China und dem Vereinigten Königreich unterzeichnet wurde. Sie sah vor, dass Hongkong am 1. Juli 1997 zu einer Sonderverwaltungszone Chinas (Special Administrative Region (SAR)) werden würde. Nach Unterzeichnung dieser Vereinbarung brach eine erste Auswanderungswelle von Hongkongern aus, die einer Machtübernahme durch China ablehnend gegenüberstanden. Eine zweite Welle der Auswanderung gab es 1989 nach dem Tian’anmen-Massaker, das die Hongkonger Gesellschaft in ein pro-chinesisches und ein pro-britisches Lager spaltete. Zielländer der Auswanderung waren vor allem Australien, Kanada, Singapur und die USA.
Anfang Januar 1990 beschloss die britische Regierung 50.000 ausgewählten Hongkonger Familien (insgesamt 225.000 Personen), die volle britische Staatsangehörigkeit (amtlich: englisch British National) zu gewähren, die es ermöglicht, sich in Großbritannien niederzulassen, im Juli 1989 hatte erst der britische Außenminister in Hongkong den Bürgern mitgeteilt, dass sie trotz britischen Passes kein ständiges Wohnrecht in Großbritannien eingeräumt bekommen werden.
Am 4. April 1990 verabschiedete das 3. Plenum des VII. Nationalen Volkskongresses der Volksrepublik China in Peking das Grundgesetz der Sonderverwaltungsregion Hongkong (englisch Basic Law of the Hong Kong Special Administrative Region of the People's Republic of China).
Im April 1990 schloss sich die 1989 als Reaktion auf die Studentenproteste in Peking gegründete Allianz für die Unterstützung der demokratischen Bewegung in China mit der United Democrats of Hong Kong (UDHK) zusammen. Ihr Vorsitzender wurde Martin Lee.
Im Juni 1991 setzte die britische Regierung in Hongkong eine „Bill of Rights“ in Kraft mit dem Ziel, die Grundfreiheiten der Hongkonger Bürger zu sichern.
Am 4. Juli 1991 einigen sich die britische und die chinesische Regierung auf den Bau eines neuen Flughafens in Hong Kong, allerdings kam es immer wieder zu Meinungsverschiedenheiten über die Finanzierung.
Im Juli 1992 trat mit Chris Patten der letzte britische Gouverneur Hongkongs sein Amt an. Er war der erste professionelle Politiker in dieser Funktion. Er strapazierte die Beziehungen zur Volksrepublik, indem er liberal-demokratische Reformen einführte (zum Beispiel die Anzahl der direkt gewählten Mitglieder in den gesetzgebenden Körperschaften erhöhte), vor allem aber das politische Bewusstsein der Hongkonger stärkte.
Ende 1993 brachen die sino-britischen Gespräche über Hongkong nach 17 Verhandlungsrunden ab, da Uneinigkeit über die Einführung demokratischer Wahlen im Legislativrat besteht. Die Volksrepublik China schloss im Anschluss britische Unternehmen von der Bewerbung um das U-Bahn-Bauprojekt von Guangzhou aus.
Im Juni 1994 verabschiedete der Legislativrat die von Gouverneur Christopher Patten vorgeschlagenen Wahlreformen. Die VR China kündigte daraufhin an, dass sie den gewählten Legislativrat mit der Übergabe am 1. Juli 1997 auflösen werde.
Im Dezember 1995 veröffentlichte die chinesische Arbeitskommission der Sonderverwaltungsregion Hongkong zur Übergabe unter der Führung von Qian Qichen eine Liste der Mitglieder der neuen Vorbereitungskommission, die 1996 ihre Arbeit aufnehmen soll. Sie besteht aus 56 Vertretern aus der VR China und 94 Vertretern aus Hongkong und wurde am 26. Januar 1996 offiziell gegründet.

Vorder- und Rückseite (Ausschnitt) eines Briefes vom Dezember 2006 aus Hongkong: Briefmarken mit dem Porträt der britischen Königin können dort seit dem 1. Juli 1997 nicht mehr als Postwertzeichen verwendet werden.

Am 31. März 1996 lief die Frist ab, an der die Einwohner Hongkongs die Möglichkeit bekamen, einen britischen Reisepass zu beantragen. In den Jahren zuvor wurden insgesamt 3,4 Millionen britische Reisepässe (amtlich: englisch British National Overseas) ausgestellt mit der Möglichkeit, visumfrei in über 80 Staaten zu reisen. Dies beinhaltete lediglich eine visumsfreie Einreise in das Vereinigte Königreich mit dreimonatigem Aufenthaltsrecht, aber kein Wohn- oder Arbeitsrecht in Großbritannien.

## Hongkong wird Sonderverwaltungszone
Am 1. Juli 1997 übernahm die Volksrepublik China nach 156 Jahren britischer Kolonialherrschaft in einem großen zeremoniellen Akt die Kontrolle über Hongkong von den Briten. Seitdem ist Hongkong eine Sonderverwaltungszone. Dies bedeutet, dass es in allen politischen Bereichen, ausgenommen Außen- und Verteidigungspolitik, ein hohes Maß an Autonomie genießt. Jedoch hat die Regierung in Peking wiederholt versucht, diese Autonomie auszuhöhlen. Markantestes Beispiel dafür war Artikel 23 des Hongkonger Grundgesetzes, der Anti-Subversions-Paragraf, gegen den eine halbe Million Menschen demonstrierten und gleichzeitig den Rücktritt des unpopulären Chief Executive Tung Chee-hwa verlangten.

## Chinas Einfluss
2019 beschloss die Hongkonger Regierung von Chief Executive Carrie Lam ein umstrittenes Auslieferungsgesetz, welches es den Hongkonger Behörden erlauben würde, von China beschuldigte Personen an die Volksrepublik auszuliefern. Kritiker befürchteten, dass die chinesische Justiz nicht unabhängig sei. Nach Demonstrationen mit bis zu 2 Millionen Teilnehmern legte die Regierung dieses Gesetz schließlich auf Eis.
Im Juni 2020 legte der Ständige Ausschuss des Volkskongresses in Peking Hongkong ein Sicherheitsgesetz („Gesetz zur nationalen Sicherheit“) auf, das sich vor allem gegen Aktivitäten, die von Peking als subversiv, separatistisch oder terroristisch angesehen werden, richtet. Auch soll es „heimliche Absprachen“ von Aktivisten mit Kräften des Auslands bestrafen. Als Höchststrafe ist die lebenslange Haft vorgesehen. Das Votum ist einstimmig durch die 162 Mitglieder des Ständigen Ausschusses gegangen und wurde somit dem Anhang des Hongkonger Grundgesetzes hinzugefügt. Nach der Verabschiedung des Sicherheitsgesetzes haben Führer der Demokratiebewegung den Rücktritt aus ihrer Partei verkündet.